# Frank Adisson
Frank Adisson, född den 24 juli 1969 i Tarbes, Frankrike, är en fransk kanotist.
Han tog OS-guld på C-2 i slalom i samband med de olympiska kanottävlingarna 1992 i Barcelona.
Han tog OS-guld i samma gren i samband med de olympiska kanottävlingarna 1996 i Atlanta.